# خشیل

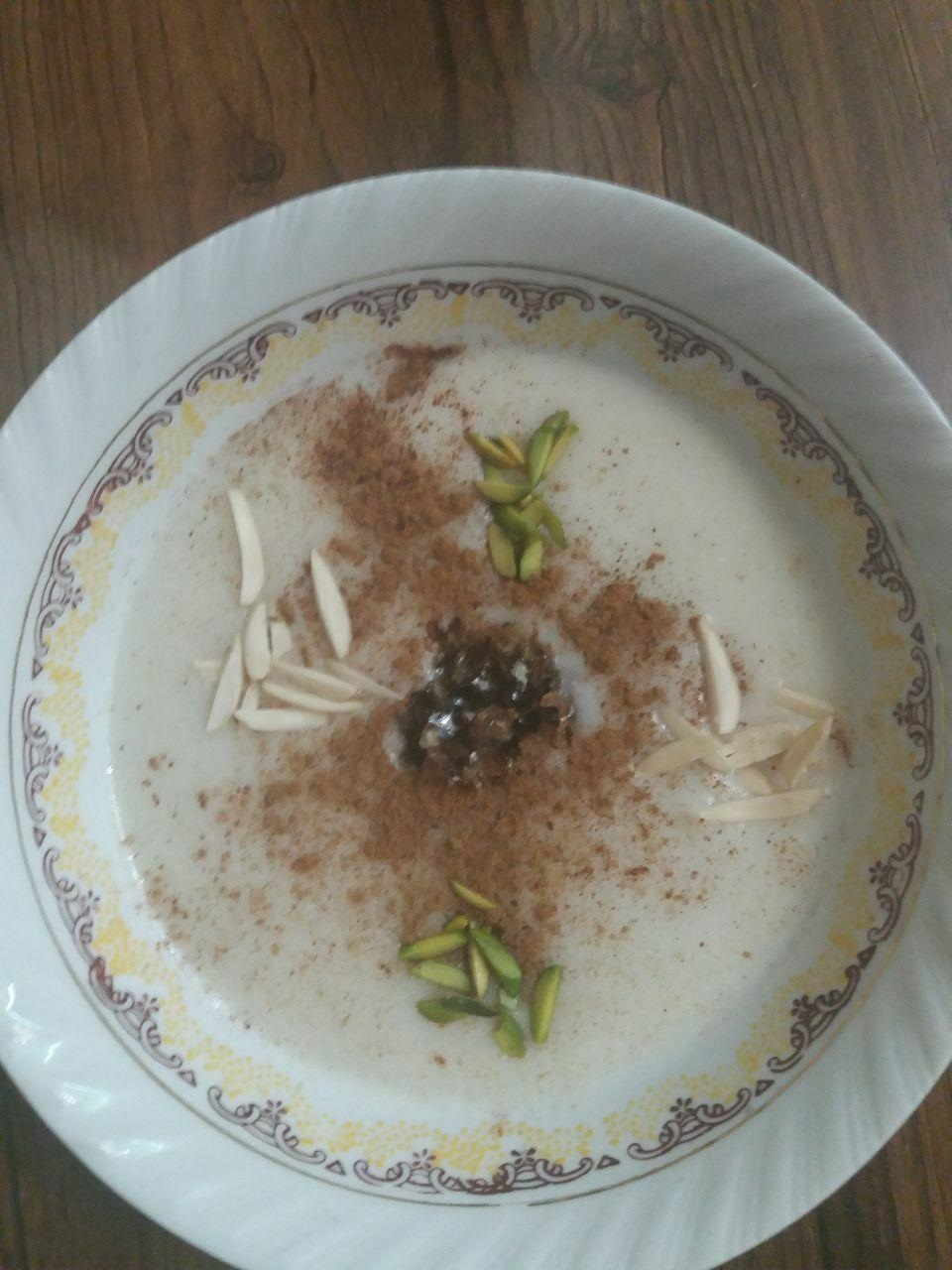
نمایی از یک‌بشقاب خشیل، مزین به خلال پسته و بادام

خشیل یکی از چاشنی‌های استان اردبیل، شهر اردبیل است که در شب چله، چارچار و مراسم خئدر پیامبر {خضر)، خوردن آن رایج است. خَشیل از غذاهای محلی مردم آذربایجان است که خوردن آن بین ساکنین مناطق مختلف آذربایجان و خصوصاً در مراسم شب یلدا رایج است، که به‌طور سنتی مردم عقیده دارند خوردن این غذا باعث مقاومت بدن در طول زمستان می‌شود.

## روش پخت
خشیل مخلوطی است از آرد گندم و بلغور گندم پخته و روغن حیوانی و مقدار کمی نمک که آن را با آب جوش می‌پزند تا مانند شیربرنج سفت شود. به همراه شیره انگور سرو می‌شود. برخی معتقدند خوردن خشیل مقاومت بدن را در برابر سرما زیاد می‌کند.
روش دیگر تهیه خشیل، استفاده از آرد، روغن و زردچوبه است و هنگام خوردن، عسل و دارچین نیز به آن اضافه می‌کنند. در بعضی مناطق به جای شکر و عسل، دوشاب (شیره انگور) به آن اضافه می‌کنند.